# Program counter
Nell'architettura dei calcolatori, il program counter (PC e, nelle architetture prive di segmentazione, detto instruction pointer) è un registro della CPU la cui funzione è quella di conservare l'indirizzo di memoria della prossima istruzione (in linguaggio macchina) da eseguire. È un registro puntatore cioè punta a un dato che si trova in memoria all'indirizzo corrispondente al valore contenuto nel registro stesso. Su alcune architetture il program counter conserva invece l'indirizzo dell'istruzione in via di esecuzione. Il program counter è utilizzato nel ciclo fetch-execute che costituisce la dinamica fondamentale nel funzionamento di un computer; tale ciclo è una ripetizione infinita dei seguenti passi:
1. caricamento dell'istruzione riferita dal program counter;
2. aggiornamento (incremento) del program counter, in modo che contenga l'indirizzo dell'istruzione successiva;
3. esecuzione dell'istruzione caricata.

Nel normale ciclo fetch-execute, quindi, il program counter viene incrementato automaticamente. In aggiunta, tutti i linguaggi macchina forniscono una o più istruzioni che modificano esplicitamente il program counter se vale una certa condizione (per esempio se l'accumulatore ha tutti i bit impostati a 0). Queste istruzioni consentono al programma di "saltare" a una istruzione di programma che non sia quella immediatamente successiva a quella appena eseguita, e forniscono quindi lo strumento fondamentale sul quale sono realizzate le strutture di controllo dei linguaggi di programmazione.